# Love and Debt
Pour plus de détails, voir Fiche technique et Distribution.
Love and Debt est une comédie dramatique américaine réalisée par Valerie Landsburg et sortie en 2019.

## Fiche technique
- Titre original : Love and Debt
- Réalisation : Valerie Landsburg
- Scénario : Dylan Otto
- Musique : Chris Hayzel et James McVay
- Photographie : Jacek Laskus
- Montage : Timothy Snell
- Décors : Lauren Crawford
- Costumes : Alexandra Matthews
- Producteur : Tani Cohen
  - Producteur délégué : Tom Hamilton et Tripp Rhame
  - Coproducteur : Shana Landsburg et Timothy Snell
  - Producteur exécutif : Quentin Little
  - Producteur associé : Beth Haden Marshall et Adam Renshaw
- Société de production : A Day in the Life Films, Spitfire Studios et Gerlwerx
- Société de distribution : Tubi TV
- Pays de production :  États-Unis
- Langue originale : anglais
- Format : couleur — 2,35:1
- Genre : Comédie dramatique
- Durée : 98 minutes
- Dates de sortie :
  - États-Unis : 21 septembre 2019

## Distribution
- Tom Cavanagh : Henry Warner
- Bellamy Young : Karen Warner
- Brynn Thayer : Deb Meyer
- Casey Abrams : Travis Parker
- Bailee Madison : Melissa Warner
- Erick Avari : Johnny
- Ed Marinaro (en) : Carl
- Lee Meriwether : Mme Jackson
- Haaz Sleiman : Scott
- Danny Mora : Roy
- Yeardley Smith : Allison
- Kristine DeBell : la directrice
- Daryl Mitchell : Ed
- Gabriela Ortiz : la mère qui court